# خواجة سهيل (مشيز بردسير)
خواجة سهيل (بالفارسية: خواجه سهیل) هي قرية تقع في إيران في البلدة المركزية. يقدر عدد سكانها بـ 134 نسمة بحسب إحصاء 2016.